# Dreamtale
Dreamtale to zespół muzyczny z Finlandii grający power metal, założony w 1999.

## Muzycy
| Obecny skład zespołu - Rami Keränen – gitara (od 1999), wokal prowadzący (1999-2002) - Akseli Kaasalainen – instrumenty klawiszowe (od 2006) - Seppo Kolehmainen – gitara (od 2007) - Erkki Seppänen – wokal prowadzący (od 2007) - Heikki Ahonen – gitara basowa (od 2009) - Janne Juutinen – perkusja (od 2014) |  | Byli członkowie zespołu - Petri Laitinen – gitara basowa (1999-2000) - Petteri Rosenbom – perkusja (1999-2005, 2010-2014) - Kalle-Pekka Ware – gitara (1999) - Esa Orjatsalo – gitara (1999-2004) - Turkka Vuorinen – instrumenty klawiszowe (1999-2006) - Alois Weimer – gitara basowa (2000-2002) - Pasi Ristolainen – gitara basowa (2002-2008) - Tomi Viiltola – wokal prowadzący (2002-2003) - Jarkko Ahola – wokal prowadzący (2003-2005) - Mikko Mattila – gitara (2004-2007) - Rolf Pilve – perkusja (2005-2007) - Nisse Nordling – wokal prowadzący (2005-2007) - Arto Pitkänen – perkusja (2007-2010) |

## Dyskografia
- Refuge From Reality (2000) (demo)
- Beyond Reality (2002)
- Ocean’s Heart (2003)
- Wellon (2005) (singel)
- Difference (2005)
- Phoenix (2008)
- Epsilon (2011)
- World Changed Forever (2013)
- Seventhian... Memories of Time (2016)